# Kinne-Kleva socken
Kinne-Kleva socken i Västergötland ingick i Kinne härad och området är sedan 1971 en del av Götene kommun, från 2016 inom Kinne-Kleva och Sils distrikt.
Socknens areal är 8,18 kvadratkilometer varav 8,15 land. År 1992 fanns här 383 invånare. Kyrkbyn Kinne-Kleva med sockenkyrkan Kinne-Kleva kyrka ligger i socknen.

## Administrativ historik
Socknen har medeltida ursprung. Namnet var före 12 april 1889 Kleva socken.
Vid kommunreformen 1862 övergick socknens ansvar för de kyrkliga frågorna till Kleva församling och för de borgerliga frågorna bildades Kleva landskommun. Landskommunen uppgick 1952 i Husaby landskommun som 1967 uppgick i Götene köping som 1971 ombildades till Götene kommun. Församlingen uppgick 1992 i Kleva-Sils församling.
1 januari 2016 inrättades distriktet Kinne-Kleva och Sil, med samma omfattning som Kleva-Sils församling hade 1999/2000 och fick 1992, och vari detta sockenområde ingår.
Socknen har tillhört län, fögderier, tingslag och domsagor enligt vad som beskrivs i artikeln Kinne härad. De indelta soldaterna tillhörde Skaraborgs regemente, Höjentorps kompani och Västgöta regemente, Vadsbo kompani.

## Geografi
Kinne-Kleva socken ligger sydost om Kinnekulle. Socknen är en odlingsbygd.

## Fornlämningar
En hällkista från stenåldern är funnen. Från bronsåldern finns skålgropsförekomster. Från järnåldern finns tre gravfält med domarringar.

## Namnet
Namnet skrevs 1290 Klewomh och kommer från kyrkbyn. Namnet innehåller klev, 'bergsklyfta; trång bergstig;brant back eller klippa' syftande på läget vid sluttningen av Kinnekulle.